# Pulque

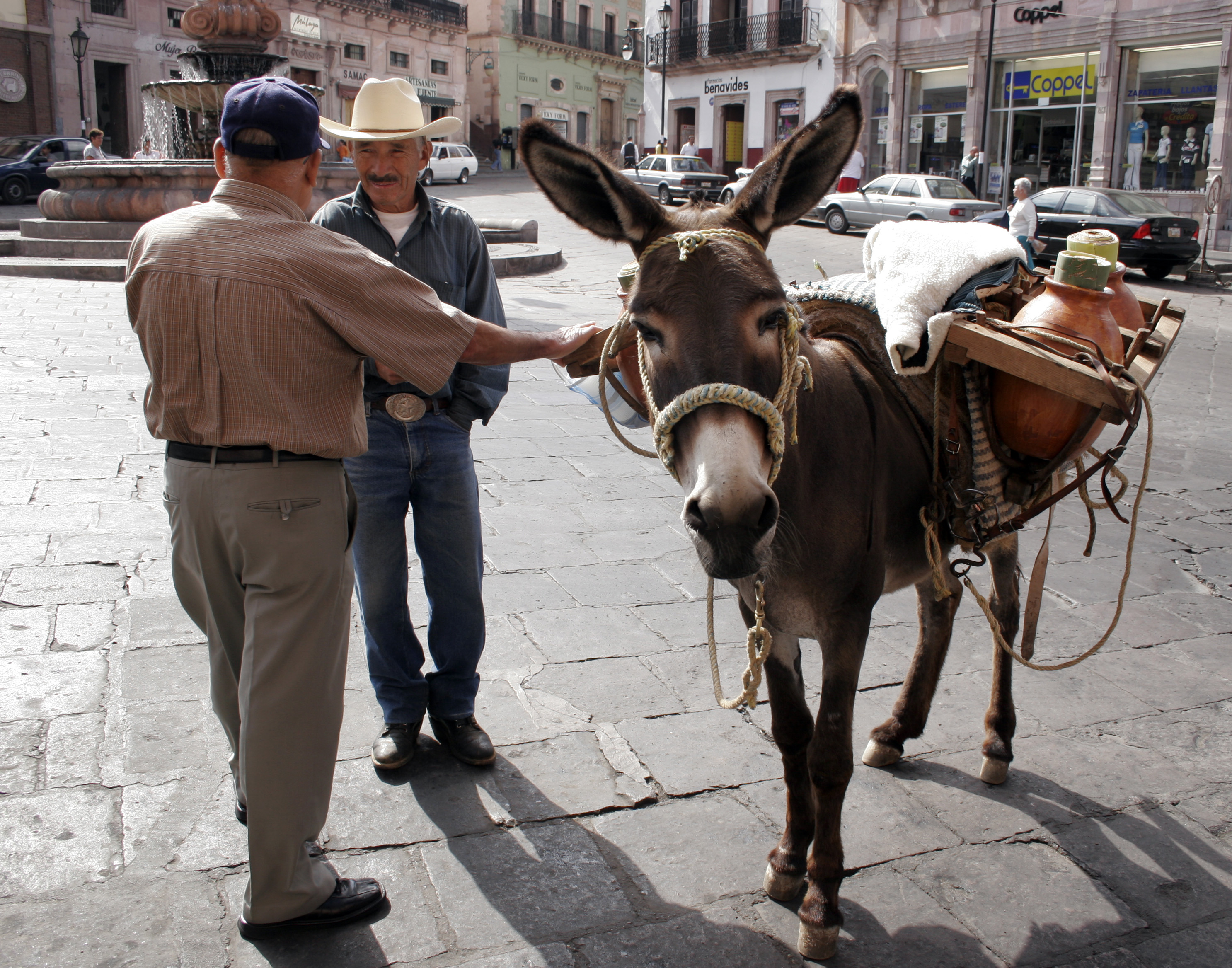
Een pulqueverkoper in de Mexicaanse stad Zacatecas

Pulque is een Mexicaanse alcoholische drank. Het wordt gemaakt van gefermenteerde honderdjarige aloë, een bepaald soort agave.
Het recept, van Azteekse herkomst, is al zeker 2000 jaar oud. De Azteken dronken het tijdens religieuze ceremoniën.
Een café waar pulque wordt geschonken wordt een Pulqueria genoemd.
De Duitse documentairemaker Hubert Schonger heeft in de jaren '30 van de 20e eeuw een film gemaakt over de bereiding en geschiedenis van pulque. Om meerdere redenen is de drank daarna populair geworden bij nazis, onder meer om de natuurlijke eigenschappen die er aan worden toegekend.